# لیتل‌هامپتون
latitudeلیتل‌هامپتونlongitudeلیتل‌هامپتون
لیتل‌هامپتون (به انگلیسی: Littlehampton) شهری در منطقهٔ منچستر-لیورپول کشور انگلستان است که این کشور خود بخشی از بریتانیا محسوب می‌شود. این شهر در سال ۱۹۹۱ میلادی ۵۰٫۴۰۸ نفر جمعیت داشته و در سرشماری سال ۲۰۰۱ جمعیت آن به ۵۵٫۷۱۶ نفر رسیده‌است. میزان رشد سالانهٔ جمعیت لیتل‌هامپتون ‎۰ درصد می‌باشد و جمعیت این شهر در سال ۲۰۱۲ به ۵۵٫۶۹۵ نفر تغییر یافت.